# 阮文舉
阮文舉（1934年—2013年），原越南共和國空軍中校。1962年與另一位空軍飛行員范富國一起對越南共和國總統府獨立宮進行轟炸，試圖刺殺總統吳廷琰及其家人。
2013年10月8日阮文舉在美國加利福尼亞州聖何塞逝世，享年79歲。